# Pycnogonum anovigerum
Pycnogonum anovigerum är en havsspindelart som beskrevs av Clark, W.C. 1956. Pycnogonum anovigerum ingår i släktet Pycnogonum och familjen Pycnogonidae. Inga underarter finns listade i Catalogue of Life.